# Warren Weir
Warren Weir (Trelawny, 13 oktober 1989) is een Jamaicaanse atleet, die is gespecialiseerd in de sprint. Hij vertegenwoordigde zijn vaderland op de Olympische Spelen van 2012 in Londen en veroverde bij die gelegenheid een bronzen medaille.

## Carrière
In zijn juniorentijd blonk Weir vooral uit op de 110 m horden. Zo won hij een zilveren medaille tijdens de CARIFTA Games 2008 in Basseterre en haalde hij de halve finales op de wereldkampioenschappen voor junioren van 2008 in Bydgoszcz.
In 2011 sloot Weir zich aan bij de Racers Track Club van coach Glen Mills, samen met Mills kwam hij tot de conclusie dat de horden de oorzaak waren van zijn blessures en besloot over te stappen op de 200 m. Hij liep voor het eerst onder 21 seconden, eindigde als zesde op de Jamaicaanse kampioenschappen en maakte zijn debuut in de IAAF Diamond League.
In 2012 zette hij zijn progressie door met diverse persoonlijke records. Op de Jamaicaanse kampioenschappen 2012 liep hij in de halve finales voor het eerst onder de 20 seconden (19,99 s) en eindigde hij in de finale, achter Yohan Blake en Usain Bolt, op de derde plaats, waarmee hij zich kwalificeerde voor de Olympische Spelen in Londen. Hier veroverde Weir achter zijn landgenoten Usain Bolt en Yohan Blake de bronzen medaille in een persoonlijke recordtijd van 19,84.
In 2013 verbeterde Weir eind juni zijn persoonlijk record op de 200 m naar 19,79 s. Bij de wereldkampioenschappen in Moskou evenaarde hij deze tijd in de finale, waardoor hij als tweede eindigde achter Usain Bolt. Weir liep ook in de series van de 4 x 100 m estafette. Het Jamaicaanse team plaatste zich voor de finale, waarin het won. Weir liep zelf niet in die finale.
Een jaar later vond in Nassau op de Bahama's de eerste editie plaats van de wereldkampioenschappen estafettes, een jaarlijks terugkerend kampioenschap waarin een vijftal estafetteonderdelen op het programma staan. Warren Weir maakte er deel uit van het Jamaicaanse estafetteteam op de 4 x 200 m estafette, dat verder bestond uit Nickel Ashmeade, en Jermaine Brown en Yohan Blake. Het viertal veroverde op dit onderdeel de gouden medaille in 1.18,63, wat bovendien een verbetering was van het wereldrecord van 1.18,68 uit 1994, dat op naam stond van een Amerikaanse ploeg met daarin onder andere Carl Lewis.
Weir kon tijdens de WK van 2015 in Peking niet zijn oude niveau laten zien en werd uitgeschakeld in de halve finales van de 200 m.

## Titels
- Wereldkampioen 4 x 200 m - 2014
- Kampioen Carifta Spelen (U20) 4 x 100 m - 2008

## Persoonlijke records
| Afstand | Prestatie | Datum        | Plaats   |
| ------- | --------- | ------------ | -------- |
| 100 m   | 10,02     | 8 juni 2013  | Kingston |
| 200 m   | 19,79     | 23 juni 2013 | Kingston |

## Palmares

### 200 m
Kampioenschappen
- 2012:  Jamaicaanse kamp. - 20,03 s (19,99 s in ½ fin.)
- 2012:  OS - 19,84 s
- 2013:  WK - 19,79 s
- 2015: 7e in ½ fin. WK - 20,43 s (in serie 20,24 s)

Diamond League-podiumplekken
- 2011:  London Grand Prix – 20,55 s
- 2012:  Adidas Grand Prix – 20,08 s
- 2013:  Shanghai Golden Grand Prix – 20,18 s
- 2013:  Adidas Grand Prix – 20,11 s
- 2013:  Meeting Areva – 19,92 s
- 2013:  London Grand Prix – 19,89 s
- 2013:  Memorial Van Damme – 19,87 s
- 2013:  Eindzege Diamond League
- 2014:  Qatar Athletic Super Grand Prix – 20,31 s
- 2014:  Adidas Grand Prix – 19,82 s
- 2014:  Glasgow Grand Prix – 20,30 s

### 110 m horden
- 2008:  CARIFTA Games (U20)
- 2008: 8e in ½ fin. WJK - 15,54 s

### 4 x 100 m
- 2008:  CARIFTA Games (U20)
- 2013:  WK[3] - 37,36 s

### 4 x 200 m
- 2014:  WK estafettes - 1.18,63 (WR)